# احمد ضیا سراج
احمد ضیاء سراج رئیس پیشین ریاست عمومی امنیت ملی جمهوری اسلامی افغانستان بین سال‌های ۱۳۹۹–۱۴۰۰ الی سقوط جمهوری اسلامی افغانستان بود. او قبلاً در پست‌های چون معاون عملیاتی ریاست عمومی امنیت ملی، رئیس ریاست ضد تروریسم، معاون ریاست استخبارات خارجی و ضد جاسوسی و رئیس ریاست ارتباط خارجه ریاست عمومی امنیت ملی جمهوری اسلامی افغانستان خدمت کرده است، ایشان فعلاً به‌عنوان استاد در دانشگاه کینگز کالج لندن مصروف تدریس می‌باشد.

## پیشینه
احمد ضیاء سراج در ۲۰ حوت ۱۳۵۶ در شهر کابل، افغانستان به دنیا آمد، فامیل او تاریخچه چشم‌گیر حضور در نظام افغانستان را دارا می‌باشند، چنانچه پدر او یکی از جنرالان اردو دولت اسلامی افغانستان بود. احمد ضیاء سراج در سال ۱۳۸۱ شامل ریاست عمومی امنیت ملی جمهوری اسلامی افغانستان گردید، در طول دو دهه؛ ایشان در پست‌ها و سطوح مختلف ریاست عمومی امنیت ملی جمهوری اسلامی افغانستان خدمت کرده است.

## تحصیلات
احمد ضیاء سراج فارغ لیسه عالی امانی در کابل، افغانستان می‌باشد. ایشان دارای سند درجه ۷ (کارشناسی ارشد/ماستری) در ادره راهبردی و رهبری از (Chartered Management Institute) بریتانیا می‌باشد. در سال ۱۳۹۱ او مدرک ارکانحربی خود را از آکادمی دفاعی دولت شاهی انگلستان به‌دست آورد. به تعقیب آن در سال ۱۳۹۲ ایشان مدرک ماستری (کارشناسی ارشد) خود را در مطالعات دفاعی از دانشگاه کینگز کالج لندن اخذ کرد.

## زندگی کاری
احمد ضیاء سراج در سال ۱۳۸۱ شامل ریاست عمومی امنیت ملی جمهوری اسلامی افغانستان گردید، و در طول دو دهه در سطوح مختلف آن ریاست ایفای وظیفه نموده است. در ابتدا او به عنوان کارمند ریاست ارتباط خارجه ریاست عمومی امنیت ملی شروع به کار نمود، بعداً سِمت ریاست آن ادره را عهده‌دار شد، سپس ایشان به عنوان معاون ریاست استخبارات خارجی و ضد جاسوسی تعیین شد، به تعقیب آن به‌عنوان رئیس ضد تروریزم ریاست عمومی امنیت ملی گماشته شد و بعداً سِمت ماونیت عملیاتی ریاست عمومی امنیت ملی جمهوری اسلامی افغانستان را عهده‌دار گردید.
احمد ضیاء سراج در ۱۸ سنبله ۱۳۹۹ از سوی دولت جمهوری اسلامی افغانستان به عنوان سرپرست ریاست عمومی امنیت ملی و نامزد آن پست به مردم افغانستان و شورای ملی معرفی گردید. در ۱۰ قوس ۱۳۹۹ ایشان با کسب ۲۲۰ رأی از سوی نماینده‌های مردم افغانستان در شورای ملی به عنوان رئیس عمومی امنیت ملی جمهوری اسلامی افغانستان تعیین گردید و الی سقوط نظام عهده‌دار آن سِمت بود.
احمد ضیاء سراج از سال ۱۴۰۱ به این سؤ مصروف تدریس در دانشگاه کینگز کالج لندن می‌باشد.

## دست‌آوردها
ریاست عمومی امنیت ملی جمهوری اسلامی افغانستان تحت اداره احمد ضیاء سراج فصل جدید را در مبارزه علیه تروریزم داخلی و بین‌المللی آغاز کرد. تحت مدیریت ایشان ریاست عمومی امنیت ملی افغانستان توانست با موفقیت از تعداد کثیر از حملات دهشت‌افگنانه جلوگیری نماید و تعداد قابل ملاحظه از عاملان و طراحان حملات دهشت‌افگنانه را دستگیر یا از بین‌ببرد. که چشمگیرترین آنها شامل دستگیری طراحان حمله به هوتل انترکانتیننتال کابل، طراحان حمله موتر بمب به سفارت آلمان (چهار راهی زنبق)و طراحان حمله به دانشگاه کابل می‌باشند.
قابل ذکر است که ریاست عمومی امنیت ملی جمهوری اسلامی افغانستان تحت اداره احمد ضیاء سراج به دست آوردهای بزرگ در مبارزه علیه داعش-خراسان نائل گردید که از آن جمله می‌توان به دستگیری عبدالله اروکزی مشهور به اسلم فاروقی رهبر داعش-خراسان همرا با شیخ ابو عمر کنری و 400عضو دیگری این گروه اشاره کرد که منجر حذف کلی حلقه رهبری داعش-خراسان در آن زمان گردید.
همچنان ریاست عمومی امنیت ملی جمهوری اسلامی افغانستان زیر نظر احمد ضیاء سراج توانست تا تعداد از فرماندهان عمده، والیان نام‌نهادو شبکه‌های اکمالاتی و پولی طالبان را دستگیر یا از میان بردارد.

## مقالات، مصاحبه‌ها و تحلیل‌ها
–پیامدهای بازگشت طالبان به افغانستان و منطقه

–رازهای ناگفته سقوط نظام جمهوری در افغانستان؛ احمد ضیا سراج – به عبارت دیگر

–احمد ضیا سراج: به رئیس آی‌اس‌آی پاکستان گفتم دوستی اسلام‌آباد و طالبان یک سال دوام نمی‌کند

–نوشته اختصاصی سراج؛ چرا توافقنامه دوحه سند تسلیمی طالبان به آمریکا است؟

–پیامدهای بازگشت طالبان؛ "این آتش‌فشان خفته روزی فوران خواهد کرد"

–اقتصاد مواد مخدر و جرایم سازمان‌یافته، برای چرخش ماشین جنگی تروریسم در افغانستان و منطقه

–فناوری در خدمت هراس‌افگنی فرامرزی؛ تروریست‌هایی که پهپاد دارند و ارز دیجیتال مصرف می‌کنند

–بستر نیروی انسانی تروریسم طالبان؛ 'پدران را به کشتن دادند حالا چشم به پسران‌شان دوخته‌اند'

–نقش مدارس دینی در افراط و تروریسم؛ 'یک میلیون طالب دیگر دارند آماده می‌شوند'

–مهارت‌های ویرانگر تروریست‌ها در افغانستان؛ سازندگان بمب برای همیشه بیکار نخواهند نشست

–تروریسم بین‌المللی در قلمرو طالبان؛ چند گروه تروریستی در افغانستان حضور دارد؟

–پیامدهای بازگشت طالبان به افغانستان و منطقه

–احمدضیا سراج: القاعده از افغانستان حمله نمی‌کند، حملات را از این کشور رهبری می‌کند

-گروهای فعال دهشت افگن (تروریستی)  تحت حاکمیت طالبان در افغانستان
-Over-the-horizon counterterrorism does not work. It’s time for a new approach.

-Afghanistan Is a 'Jihadi Utopia' Again

–رئیس پیشین امنیت ملی: بازگشت طالبان به قدرت به همه گروه‌های تروریستی الهام بخش بود

-Former Afghan Intelligence Chief Sees “Jihadist Utopia” Since U.S. Withdrawal

−How al-Qaeda has found a foothold again in Taliban-controlled Afghanistan

–I warned the CIA about Afghanistan’s collapse — and was ignored’ Biden only enflamed the situation

–Ex-intelligence chief Saraj warns of extremism in Pakistan’s madrasas

–“Over the Horizon” Counterterrorism Myths

–A View from the CT Foxhole: Ahmad Zia Saraj, Former General Director of the National Directorate of Security of the Islamic Republic of Afghanistan

-𝐀𝐟𝐠𝐡𝐚𝐧𝐢𝐬𝐭𝐚𝐧 𝐓𝐡𝐫𝐞𝐚𝐭 𝐀𝐬𝐬𝐞𝐬𝐬𝐦𝐞𝐧𝐭

-Why Al Qaeda Refuses to Die 